# Советский (Саракташский район)
Советский — поселок в Саракташском районе Оренбургской области. Входит в состав  Чёрноотрожского сельсовета. 

## География
Находится на расстоянии примерно 21 километров по прямой на запад-юго-запад от районного центра поселка Саракташ.

## История
Земля, на которой возник хутор, принадлежала купцу Ишееву. В 1913 году он продаёт эти земли членам 4-го Полтавского редута Пономарёву и Суркову. Основателями посёлка являются эти два человека. Так как земля принадлежала раньше купцу Ишееву, возникшее селение стали именовать  - хутор Ишеевка. Хутор состоял из 10 дворов, дома были деревянные. Основным занятием первых поселенцев было земледелие и скотоводство. На хуторе была гончарная мастерская. На хуторе в основном проживало русское и украинское население. В честь установления советской власти хутор Ишеевка был переименован в посёлок Советский.  В 1951 году посёлок Советский был центральной усадьбой совхоза «Чебеньковский». В это время в посёлке имелась своя МТС, склады зерновые, коровник, конюшня, пекарня. Через год посёлок становится отделением №5 Чебеньковского зерносовхоза. В шестидесятые годы насчитывалось 119 дворов. В восьмидесятые годы в посёлке строят ферму, мастерскую, клуб, двухэтажную школу. Женщины занимались пуховязальным производством, которое и сегодня остаётся для многих основным источником доходов.       

## Население
Население составляло 256 человека в 2002 году (казахи 69%), 193 по переписи 2010 года.